# Talavera aperta
Talavera aperta är en spindelart som först beskrevs av Miller 1971.  Talavera aperta ingår i släktet Talavera och familjen hoppspindlar. Enligt den finländska rödlistan är arten nära hotad i Finland. Artens livsmiljö är torra gräsmarker. Inga underarter finns listade i Catalogue of Life.